# خط عرض 3° جنوب
خط عرض 3° جنوب هي إحدى دوائر العرض الجغرافية، وهي دوائر وهمية تحيط بالكرة الأرضية، وموازية لخط الاستواء، وتتميز هذه الدائرة بأن الأراضي الواقعة عليها تنتمي للمنطقة المدارية الحارة.

## حول العالم
خط عرض 3° جنوب يبدأ من خط الزوال الأولي ويتجه شرقا ويمر عبر:
| الإحداثيات                         | البلد أو الإقليم أو البحر   | ملاحظات |
| ---------------------------------- | --------------------------- | --- |
| 3°0′S 0°0′E / 3.000°S 0.000°E      | المحيط الأطلسي              | |
| 3°0′S 10°18′E / 3.000°S 10.300°E   | الغابون                     | |
| 3°0′S 12°3′E / 3.000°S 12.050°E    | جمهورية الكونغو             | |
| 3°0′S 16°11′E / 3.000°S 16.183°E   | جمهورية الكونغو الديمقراطية | |
| 3°0′S 29°9′E / 3.000°S 29.150°E    | بوروندي                     | |
| 3°0′S 30°50′E / 3.000°S 30.833°E   | تنزانيا                     | |
| 3°0′S 37°35′E / 3.000°S 37.583°E   | كينيا                       | |
| 3°0′S 40°13′E / 3.000°S 40.217°E   | المحيط الهندي               | |
| 3°0′S 100°11′E / 3.000°S 100.183°E | إندونيسيا                   | جزيرة باغاي الجنوبية |
| 3°0′S 100°26′E / 3.000°S 100.433°E | Mentawai Strait             | |
| 3°0′S 101°27′E / 3.000°S 101.450°E | إندونيسيا                   | جزيرة سومطرة |
| 3°0′S 106°3′E / 3.000°S 106.050°E  | Bangka Strait               | |
| 3°0′S 106°26′E / 3.000°S 106.433°E | إندونيسيا                   | جزر بانغكا (جزيرة) وLepar |
| 3°0′S 106°53′E / 3.000°S 106.883°E | بحر جاوة                    | |
| 3°0′S 107°33′E / 3.000°S 107.550°E | إندونيسيا                   | جزيرة بليتونغ |
| 3°0′S 108°12′E / 3.000°S 108.200°E | بحر جاوة                    | |
| 3°0′S 110°37′E / 3.000°S 110.617°E | إندونيسيا                   | جزيرة بورنيو |
| 3°0′S 111°9′E / 3.000°S 111.150°E  | بحر جاوة                    | |
| 3°0′S 111°48′E / 3.000°S 111.800°E | إندونيسيا                   | جزيرة بورنيو |
| 3°0′S 116°17′E / 3.000°S 116.283°E | مضيق ماكاسار                | |
| 3°0′S 118°50′E / 3.000°S 118.833°E | إندونيسيا                   | جزيرة سولاوسي (South Peninsula) |
| 3°0′S 120°12′E / 3.000°S 120.200°E | Gulf of Boni                | |
| 3°0′S 121°5′E / 3.000°S 121.083°E  | إندونيسيا                   | جزيرة سولاوسي (South-east Peninsula) |
| 3°0′S 122°15′E / 3.000°S 122.250°E | بحر باندا                   | مرورا بشمال the جزيرة جزيرة بورو, إندونيسيا |
| 3°0′S 127°51′E / 3.000°S 127.850°E | إندونيسيا                   | جزر بوانو وجزيرة سيرام |
| 3°0′S 130°23′E / 3.000°S 130.383°E | بحر سيرام                   | |
| 3°0′S 132°24′E / 3.000°S 132.400°E | إندونيسيا                   | جزيرة غينيا الجديدة |
| 3°0′S 134°51′E / 3.000°S 134.850°E | Cenderawasih Bay            | |
| 3°0′S 135°51′E / 3.000°S 135.850°E | إندونيسيا                   | جزيرة غينيا الجديدة |
| 3°0′S 141°0′E / 3.000°S 141.000°E  | بابوا غينيا الجديدة         | جزيرة غينيا الجديدة |
| 3°0′S 142°2′E / 3.000°S 142.033°E  | المحيط الهادئ               | بحر بيسمارك, مرورا بجنوب the Purdy Islands, بابوا غينيا الجديدة · مرورا بجنوب the جزيرة Dyaul, بابوا غينيا الجديدة                                                                   |
| 3°0′S 151°18′E / 3.000°S 151.300°E | بابوا غينيا الجديدة         | جزيرة أيرلندا الجديدة |
| 3°0′S 151°34′E / 3.000°S 151.567°E | المحيط الهادئ               | |
| 3°0′S 152°2′E / 3.000°S 152.033°E  | بابوا غينيا الجديدة         | جزيرة Tabar |
| 3°0′S 152°3′E / 3.000°S 152.050°E  | المحيط الهادئ               | مرورا عبر the Lihir Group, بابوا غينيا الجديدة · مرورا بشمال the Nuguria islands, بابوا غينيا الجديدة · مرورا بجنوب Kanton Island, كيريباتي · مرورا بشمال Enderbury Island, كيريباتي |
| 3°0′S 80°22′W / 3.000°S 80.367°W   | الإكوادور                   | Puná Island |
| 3°0′S 80°7′W / 3.000°S 80.117°W    | المحيط الهادئ               | Jambelí Channel |
| 3°0′S 79°50′W / 3.000°S 79.833°W   | الإكوادور                   | |
| 3°0′S 77°49′W / 3.000°S 77.817°W   | بيرو                        | |
| 3°0′S 70°11′W / 3.000°S 70.183°W   | كولومبيا                    | |
| 3°0′S 69°42′W / 3.000°S 69.700°W   | البرازيل                    | الأمازون (ولاية) بارا مارانهاو بياوي سيارا |
| 3°0′S 39°42′W / 3.000°S 39.700°W   | المحيط الأطلسي              | |